# Burn-Down-Chart

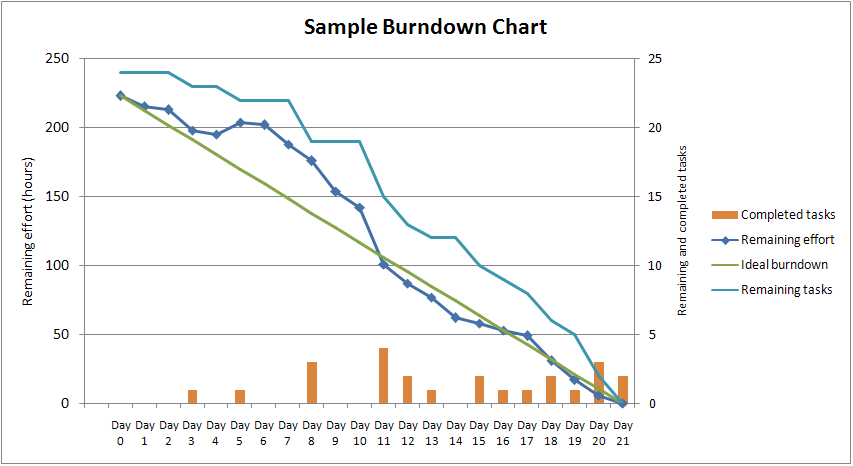
Beispiel für ein Burn-Down-Chart für eine abgeschlossene Iteration, das den verbleibenden Aufwand für jeden der 21 Arbeitstage einer Einmonats-Iteration zeigt

Ein Burn-Down-Chart ist eine grafische Darstellung für den verbleibenden Aufwand in einem Projekt, in Relation zur verbleibenden Zeit. Die noch zu erledigende Arbeit (Backlog) wird üblicherweise auf der senkrechten Achse dargestellt, die Zeit auf der waagerechten. Es handelt sich also um ein Liniendiagramm über zu erbringenden Aufwand. Ein solches Diagramm wird benutzt, um vorherzusagen, wann die Arbeit vollständig erledigt sein wird, bzw. ob das zum geplanten Zeitpunkt sein wird. Man verwendet es häufig in Methoden der Agilen Softwareentwicklung wie Scrum. Jedoch können Burn-Down-Charts für alle Projekte verwendet werden, bei denen im Laufe der Zeit ein Projektfortschritt messbar ist.
Neben oder anstatt der Zeit können auf der waagerechten Achse auch Meilensteine angegeben sein.

## Interpretation von Burn-Down-Charts

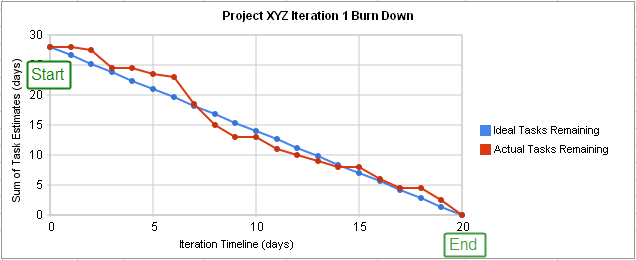
Ein Burn-Down-Chart

In dem hier gezeigten Burn-Down-Chart ist ein Projekt oder eine abgeschlossene Iteration dargestellt. Im Einzelnen kann Folgendes abgelesen werden:
| X-Achse                | Zeitlicher Verlauf |
| Y-Achse                | Verbleibender Aufwand im Projekt, entweder der geschätzte Restaufwand (Zeit, Storypoints) oder der tatsächliche Restaufwand (Anzahl unerledigter Tasks). |
| Projektstartpunkt      | Am weitesten links liegender Punkt im Diagramm, der am Tag 0 des Projekts erscheint. |
| Projektendpunkt        | Am weitesten rechts liegender Punkt im Diagramm, der das Projektende markiert. Sein Abstand vom Startpunkt ergibt sich aus dem gesamten Projektaufwand geteilt durch die täglich leistbare Menge an Projektarbeit. |
| Ideal Tasks Remaining  | Eine gerade Linie von Start- zu Endpunkt. Am Startpunkt zeigt die Ideallinie den geschätzten gesamten Projektaufwand. Am Endpunkt trifft sie die X-Achse, denn dann verbleibt kein Aufwand. Obwohl die Linie „ideal“ genannt wird, muss es im konkreten Projekt nicht richtig sein, ihr im gesamten zeitlichen Verlauf möglichst genau zu folgen. Vielmehr repräsentiert die Linie die idealisierte Annahme, der Aufwand im Projekt würde über die Zeit gleichmäßig geleistet. Dennoch hilft die Ideallinie, den Projektfortschritt einzuschätzen, und gegen Projektende muss die Ideallinie auch wieder getroffen werden, um das Projekt pünktlich abzuschließen.                                                                          |
| Actual Tasks Remaining | Diese Linie zeigt den tatsächlich verbleibenden Restaufwand. Zu Anfang und, bei Einhaltung des Endetermins auch am Ende, liegt diese Linie gleichauf mit der Ideallinie. Im Projektverlauf wird sich die Linie mehr oder weniger weit von der Ideallinie entfernen und dabei zeigen, wie effizient das Team am Projekt gearbeitet hat. Nach Abschluss einer Periode (z. B. für einen Sprint-Burn-Down ein Arbeitstag oder für einen Release-Burn-Down ein Sprint) ergibt sich ein neuer Punkt, indem die danach noch verbleibende Arbeit aufsummiert wird. Dies ist im Allgemeinen nicht die Differenz aus bisherigen Restaufwand und in der Periode geleisteter Arbeit. Beides ist nur dann gleich, wenn der Gesamtaufwand konstant blieb. |

## Interpretation und Effizienzmessung
| Actual Tasks Remaining liegt oberhalb von Ideal Tasks Remaining  | In diesem Fall ist mehr Aufwand noch zu erledigen als geplant war, so dass das Projekt hinter dem Zeitplan liegt. |
| Actual Tasks Remaining liegt unterhalb von Ideal Tasks Remaining | In diesem Fall ist weniger Aufwand noch zu erledigen als geplant war, so dass das Projekt vor dem Zeitplan liegt. |

Es gibt weitere Informationen, die man aus einem solchen Chart ablesen kann.
Das Chart ist ein Instrument, um Abweichungen zu erkennen und darauf reagieren zu können. Wenn ein Projekt vor oder hinter dem Zeitplan liegt, muss dies aber nicht an zeitweilig besonders guter oder schlechter Produktivität des Teams liegen, was sich vielleicht ohne besondere Maßnahmen korrigieren ließe. Möglicherweise war auch die Aufwandsschätzung zu ungenau, oder der Umfang des Projekts hat sich verändert. Diesen Effekten kann durch Veränderung im Team Rechnung getragen werden, aber auch durch Veränderung des Zeitplans (Anpassung des Projektendpunkts). Es hängt von der verwendeten Methodik und der konkreten Projektsituation ab, welche Abweichungen vorkommen können, und wie darauf reagiert wird.

## Ungenauigkeiten in Aufwandsschätzungen eliminieren
In Burn-Down-Charts hängt die Übereinstimmung der Actual- mit der Ideal-Linie also auch davon ab, wie präzise der Aufwand geschätzt wurde. Wenn ein Team tendenziell den Aufwand überschätzt, wird die Fortschrittslinie immer unter der Ideallinie liegen und auch vorzeitig die X-Achse treffen, so dass das Projekt früher abgeschlossen wird, als geplant. Der umgekehrte Effekt tritt bei Unterschätzung des Aufwands ein, und das Team verspätet sich. Um dies zu korrigieren, führt man einen Effizienzfaktor ein, mit dem der geschätzte Aufwand multipliziert wird, bevor die Ideallinie gezeichnet wird. Dieser Faktor ergibt sich aus dem Verhältnis von geschätztem und tatsächlichem Aufwand in der Vergangenheit. Einige Vorlagen zur Erstellung von Burn-Down-Charts zeigen den jeweiligen Effizienzfaktor an, so dass Fehleinschätzungen leichter bemerkt, bemessen und künftig berücksichtigt werden können.

## Kritik und Modifikationen
Das Burn-Down-Diagramm geht von einer Situation aus, in der sich ein Team über die gesamte Laufzeit mit gleichbleibendem Ressourceneinsatz dem betrachteten Projekt widmet. Das ist nicht immer realistisch. Wenn Ressourcen (z. B. Experten) einem Projekt nicht ungeteilt zur Verfügung stehen, kann das Diagramm dahingehend modifiziert werden, dass die Ideallinie von der geraden Linie abweicht. In Zeiten, in denen weniger Ressourcen zur Verfügung stehen, sollte eine geringere Abarbeitung vorgesehen werden, und umgekehrt. Um die korrekte Anwendung dieser Überlegung zu verproben, können die Ideallinien aller Projekte übereinandergelegt werden. Bei Bedarf kann auch ein Pseudo-Projekt für Urlaub und andere Zeiten angelegt werden, bei denen Mitarbeiter für die Projektarbeit ausfallen. Die Summe (Stapelung) aller Ideallinien muss am Ende wieder einen linearen Verlauf ergeben.